# عتيقيات كروية
العتيقيات الكروية (الاسم العلمي: Archaeoglobales) هي رتبة من العتائق تتبع الطائفة العتيقانية الكروية من شعبة العتائق العريضة.

## فصائل
- العتيقات الكروية